# Colin Fournier

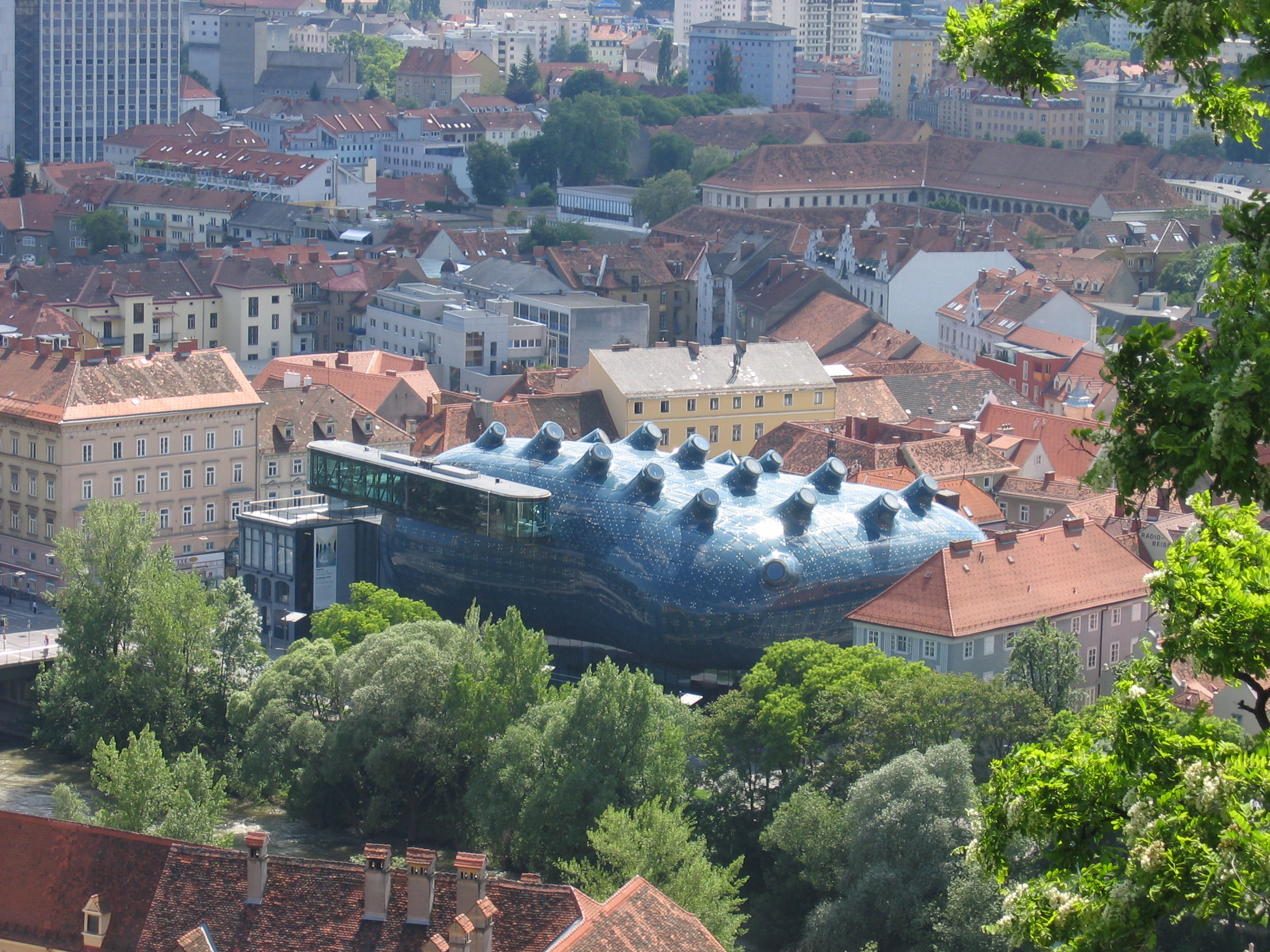
Kunsthaus Graz

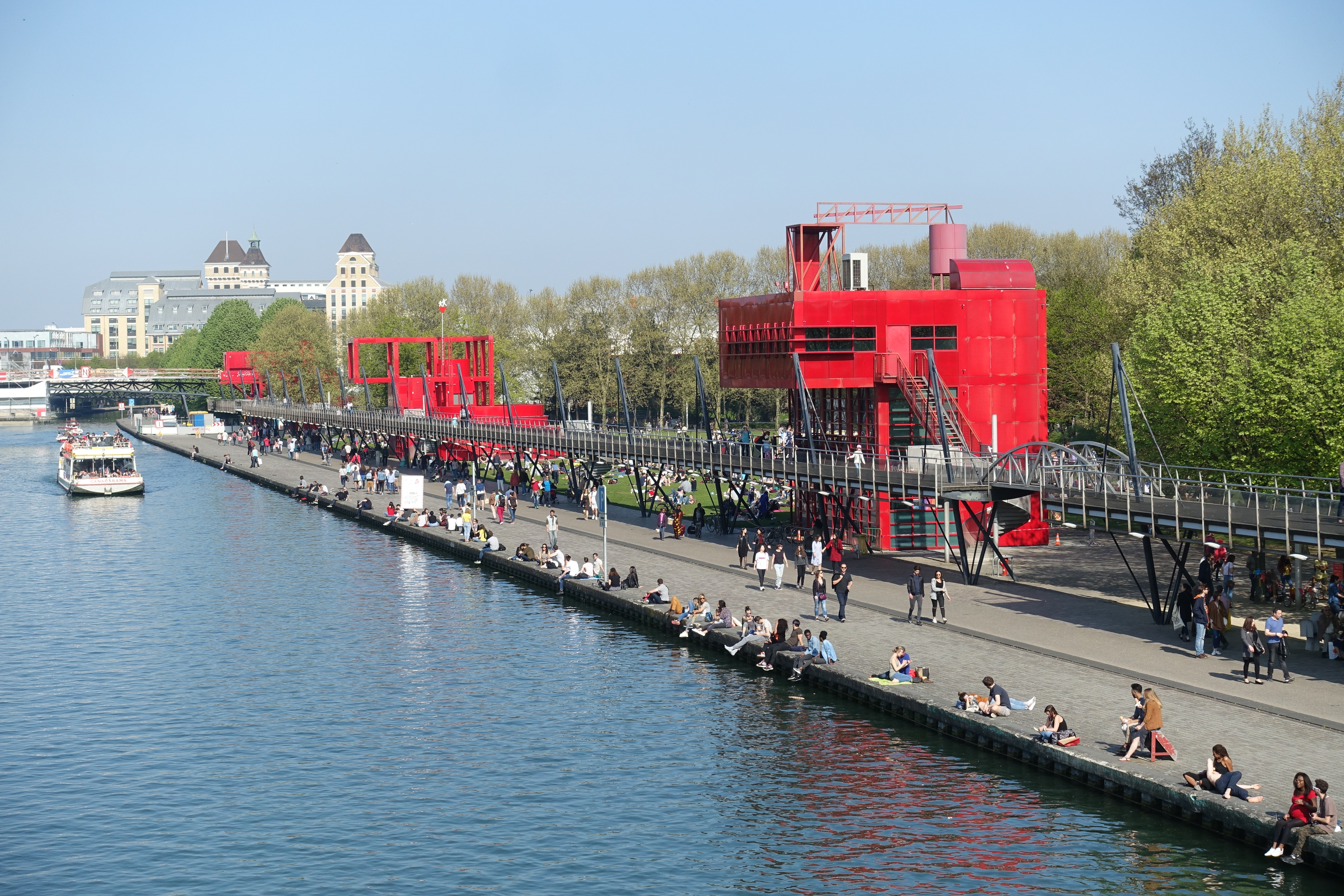
Parc de la Villette, Paris

Colin Fournier (* November 1944 in Paris, Frankreich; † 4. September 2024 ebenda) war ein britischer Architekt und Professor. Er war Mitbegründer der in den 1960er Jahren bekannten Architekten-Gruppe Archigram.

## Leben und Werk
Colin Fournier wurde in Paris als Sohn von George Fournier, einem französischen Physiker, und seiner englischen Frau Alice Craig geboren. Nachdem er das Lycée Henri IV in Paris besucht hatte, kam er nach London und studierte Architektur an der Architectural Association School of Architecture (AA) in London. 1971 wurde er in das Architektenregister aufgenommen. Er war anschließend in Kalifornien als Planungsdirektor bei der Ralph Parsons Company (heute: Parsons Corporation) tätig und leitete Großprojekte wie die neue 200.000-Einwohner-Stadt Yanbu in Saudi-Arabien.
Er war zusammen mit Peter Cook einer der Gründer der neofuturistischen Gruppe Archigram. Besondere internationale Beachtung fand der Neubau des Kunsthauses Graz (The Friendly Alien) im Jahr 2003, für das er mit dem Großen Goldenen Ehrenzeichen des Landes Steiermark (2004) ausgezeichnet wurde.
Gemeinsam mit Bernard Tschumi arbeitete er an der Planung und städtebaulichen Gestaltung des Parc de la Villette in Paris (1987) und entwarf das viel beachtete Open Cinema in Guimarães, Portugal. Zu den weiteren Projekten, an denen Colin maßgeblich beteiligt war, gehören das Bâtiment Public de Portier, ein Mehrzweck-Auditorium in Monaco (1972–75), die öffentlichen Räume des Schweizerischen Bundesamtes für Statistik in Neuchâtel (1993–99) und das Stadterneuerungsprojekt Bath Western Riverside in Somerset (2004–06).
1998 kam er an die Bartlett School of Architecture, einem Teil der University College London, in London, wo er 17 Jahre lang unterrichtete und den MArch-Studiengang Urban Design ins Leben rief, der sich zu einem Studiengang von internationalem Ruf entwickelte. Von 2012 bis 2017 war Fournier Gastprofessor an der Chinese University of Hong Kong (CHUK), wo er auch als Chefkurator der Bi-City Biennale of Urbanism/Architecture und als Vorsitzender der Jury für den M+ Museumswettbewerb fungierte. 2018 wurde er Gastprofessor an der National University of Singapore (NUS) in Singapur. Seit 2021 lehrte er am Confluence Institute in Paris.